# Respiration (biokemi)
 For alternative betydninger, se Respiration. (Se også artikler, som begynder med Respiration)
Respiration (cellulær respiration). De biokemiske processer hvorved levende celler udvinder kemisk energi fra ilt og organiske forbindelser. Ved almindelig aerob (iltet) respiration dannes der kuldioxid og vand som produkter. Energien lagres i ATP (adenosintrifosfat), som cellen så vil kunne bruge til energikrævende processer. 
Reaktionsskemaet for respirationen af glukose ser sådan ud:

C6H12O6 + 6 O2 + → 6 CO2 + 6 H2O

Under respirationsprocesserne omdannes 30 ADP-molkyler til 30 ATP-molkyler, således:

30 ADP + 30 P → 30 ATP (P symboliserer her fosfat)

ADP-molekylet har to fosfatmolekyler bundet til sig og bliver omdannet til ATP ved at der tilføjes endnu et fosfatmolekyle.
Langt de fleste levende væsner bruger respiration som deres metode til at udvinde bioenergi af organisk stof. Det gælder både de autotrofe (selvforsynende), grønne planter og de heterotrofe planteædere, rovdyr, snyltere og nedbrydere.
Eucaryote celler (celler med cellekerne) har særlige organeller, mitokondrier, der udfører den enzymatisk-kemiske del af respirationen. Dyre- (og menneske-) mitokondrier har betydeligt mindre DNA end svampe-, alge- og plantemitokondrier.
Selv om respiration er en forholdsvis effektiv metode til at udvinde energi af fødemidlerne, så er der et meget stort varmetab undervejs gennem processen. 
Omsætning via respiration kaldes aerob, mens omsætning uden ilt kaldes anaerob. Det sidste kendes bl.a. fra en række gæringsprocesser og glykolysen.
Også i jord foregår det meste af omsætningen ved respiration, men to forhold kan gøre dette umuligt: Dels kan vandindholdet i jordens porer forhindre et tilstrækkeligt hurtigt luftskifte, og dels kan komprimering af jorden forhindre dette. Af disse grunde dannes der en ilthorisont i jorden, som adskiller lag med mere end fem procents iltindhold fra dybere lag med mindre end fem procents ilt i jordluften. Denne grænse er afgørende, for den betyder et skifte fra henholdsvis aerobe omsætninger (respiration) til anaerobe (gæring).